# Jim Haslett
James Donald "Jim" Haslett (nació el 9 de diciembre de 1955 en Pittsburgh, Pensilvania) es un entrenador en jefe de fútbol americano. Actualmente se desempeña como el entrenador en jefe para Seattle Sea Dragons de la XFL. Anteriormente fue entrenador en jefe de Florida Tuskers de la United Football League durante la Premier Season terminando en primer lugar de la liga con un récord de 6-0 y perdió el Championship Game ante Las Vegas Locomotives en tiempo extra 17-20, también ocupó el mismo puesto con New Orleans Saints y St. Louis Rams en la National Football League.

## Marca Entrenador en jefe
| Equipo    | Año       | Temporada regular | Temporada regular | Temporada regular | Temporada regular | Temporada regular | Postemporada | Postemporada | Postemporada | Postemporada                                                |
| Equipo    | Año       | Gan               | Per               | Emp               | % Gan             | Finalizó          | Gan          | Per          | % Gan        | Resultado                                                   |
| --------- | --------- | ----------------- | ----------------- | ----------------- | ----------------- | ----------------- | ------------ | ------------ | ------------ | ----------------------------------------------------------- |
| NOR       | 2000      | 10                | 6                 | 0                 | .625              | 1st in NFC West   | 1            | 1            | .500         | Perdió vs Minnesota Vikings en NFC Divisional Game.         |
| NOR       | 2001      | 7                 | 9                 | 0                 | .438              | 3rd en NFC West   | -            | -            | -            | -                                                           |
| NOR       | 2002      | 9                 | 7                 | 0                 | .563              | 3rd en NFC South  | -            | -            | -            | -                                                           |
| NOR       | 2003      | 8                 | 8                 | 0                 | .500              | 2nd en NFC South  | -            | -            | -            | -                                                           |
| NOR       | 2004      | 8                 | 8                 | 0                 | .500              | 2nd en NFC South  | -            | -            | -            | -                                                           |
| NOR       | 2005      | 3                 | 13                | 0                 | .188              | 4th en NFC South  | -            | -            | -            | -                                                           |
| NOR Total | NOR Total | 45                | 51                | 0                 | .469              |                   | 1            | 1            | .500         |                                                             |
| STL       | 2008*     | 2                 | 10                | 0                 | .167              | 4th en NFC West   | -            | -            | -            | -                                                           |
| STL Total | STL Total | 2                 | 10                | 0                 | .167              |                   | -            | -            | -            |                                                             |
| FLT       | 2009      | 6                 | 0                 | 0                 | 1.000             | 1st en UFL        | 0            | 1            | .000         | Perdió vs Las Vegas Locomotives el UFL Championship Game.   |
| FLT Total | FLT Total | 6                 | 0                 | 0                 | 1.000             |                   | 0            | 1            | .000         |                                                             |
| SEA       | 2023      | 7                 | 3                 | 0                 | 0.000?            | 2º en XFL Norte   | 0            | 1            | 0.000?       | Perdió vs DC Defenders el North Division Championship Game. |
| SEA Total | SEA Total | 7                 | 3                 | 0                 | 0.000?            |                   | 0            | 1            | 0.000?       |                                                             |
| Total     | Total     | 60                | 64                | 0                 | .464?             |                   | 1            | 3            | .333?        |                                                             |

*Entrenador en jefe Interino